# Matheus Saladé
Matheus Saladé (1526 - 15 novembre 1573), connu au Pérou sous le nom hispanisé de Mateo Salado, est un vagabond français, première victime de l'Inquisition espagnole à Lima.

## Biographie

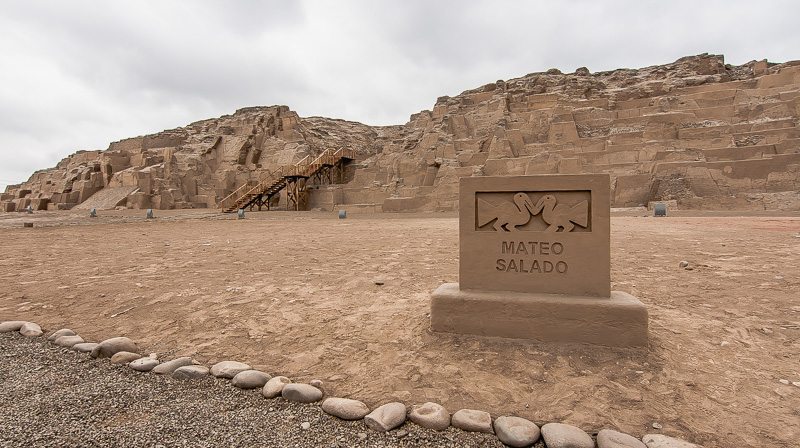
Huaca Mateo Salado, site précolombien à Lima, où Matheus Saladé avait élu domicile.

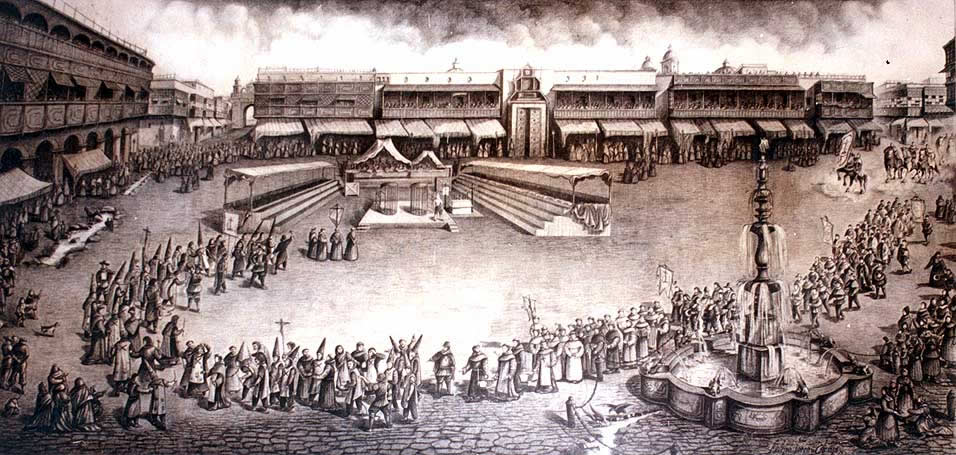
Célébration d'un autodafé dans la Plaza Mayor de Lima.

D'après l'hispaniste Jean-Pierre Tardieu, Matheus Saladé serait originaire de la Beauce. Ayant émigré en Espagne, il arrive à Lima au milieu du XVIe siècle et s'installe dans une huaca (qui porte aujourd'hui son nom). Avec le déplacement forcé des indiens de la huaca, appelés à se regrouper autour du village de la Magdalena, Saladé devient un véritable ermite, vivant dans des conditions d'extrême pauvreté.
Vivant de la mendicité, lors de ses rares contacts avec les résidents de Lima, il dénonce la hiérarchie de l'Église catholique et fait montre d'un penchant prononcé envers le luthéranisme. Rapporté par certains voisins de la ville qui exagèrent ses propos et faits – il est même accusé de sorcellerie – Saladé est arrêté par le tribunal du Saint-Office de l'Inquisition en mai 1570. On lui reproche des propos blasphématoires, mais il est relâché rapidement, les magistrats du tribunal étant convaincus d'avoir affaire à un fou. En novembre 1571, à la suite de nouvelles déclarations de témoins, Saladé est arrêté une deuxième fois, cette fois-ci de manière définitive. Dans son interrogatoire, il avoue avoir pris connaissance du luthéranisme à Séville avant son départ pour le Pérou. Dans l'acte d'accusation levé contre lui, il est mentionné qu'il rejette la divinité du Christ, accuse le Pape de s'adonner à des libations à Rome et déclare Érasme et Martin Luther comme de véritables saints de Dieu.
Le 15 novembre 1573, Matheus Saladé est condamné au bûcher lors du premier autodafé célébré par l’Inquisition espagnole à Lima en présence de l'archevêque de la ville, Jerónimo de Loayza. Il est considéré comme martyr par les luthériens du Pérou.